# Rhynchanthus longiflorus
Rhynchanthus longiflorus är en enhjärtbladig växtart som beskrevs av Joseph Dalton Hooker. Rhynchanthus longiflorus ingår i släktet Rhynchanthus och familjen Zingiberaceae. Inga underarter finns listade i Catalogue of Life.